# Eoacmaea
Eoacmaea is een geslacht van weekdieren uit de klasse van de Gastropoda (slakken).

## Soorten
- Eoacmaea albonotata (E. A. Smith, 1901)
- Eoacmaea calamus (Crosse & P. Fischer, 1864)
- Eoacmaea ceylanica (E. A. Smith, 1911)
- Eoacmaea chamorrorum (Lindberg & Vermeij, 1985)
- Eoacmaea conoidalis (Pease, 1868)
- Eoacmaea ivani (Christiaens, 1975)
- Eoacmaea javanica (Nakano, Aswan & Ozawa, 2005)
- Eoacmaea mauritiana (Pilsbry, 1892)
- Eoacmaea omanensis (Christiaens, 1975)
- Eoacmaea perfestiva (Faber, 2004)
- Eoacmaea profunda (Deshayes, 1863)
- Eoacmaea pustulata (Helbling, 1779)
- Eoacmaea semirubida (Dall, 1914)